# Gumayusi
Lee Min-hyeong (en coréen : 이민형), né le 6 février 2002, plus connu sous le nom de Gumayusi ( En coréen : 구마유시 ) ou simplement Guma, est un joueur professionnel sud-coréen de League of Legends pour T1. Il a notamment remporté les championnats du monde de League of Legends deux fois consécutivement en 2023 et 2024.
Il évoluait déjà dans l'équipe académique de T1 avant de rejoindre l'équipe principale.

## Jeunesse
Il né en Corée du Sud le 6 février 2002,. Il est le frère cadet de INnoVation (ko), un ancien joueur professionnel sud-coréen de StarCraft II. Lee est également le neveu éloigné de Lee « Faker » Sang-hyeok, son coéquipier et copropriétaire de T1. Lee est chrétien.
Son modèle est Uzi.

## Carrière

### 2018
Le 18 décembre 2018, Lee joue la KeSPA Cup 2018 avec l'équipe amateure, KeG Seoul. L'équipe bat l'équipe professionnelle, Hanwha Life Esports, avec un score de 2-1,.
En décembre, il est annoncé que Lee rejoindrait SK Telecom T1 sous le nom de « Catan ».

### 2019
Au cours de sa période dans l'équipe académique, lui et ses quatre autres coéquipiers, Canna, Ellim, Mask et Kuri, participent au 2019 LoL Amateur Tournament. L'équipe s'appelait alors « T1 Rookies » et a remporté le tournoi,.
Le 26 novembre 2019, T1 annonce que Lee est promu dans l'équipe principale.

### 2020
Lee fait ses débuts en LCK lors des qualifications pour le mondial. Son premier match a eu lieu contre Afreeca Freecs, qu'il remporte sur le score de 3-1.
Le 24 novembre 2020, Lee a resigné avec T1.

### 2021
Le 13 janvier 2021, Lee joue son premier match de saison en LCK pendant le Spring 2021. Il est le joueur principal de l'équipe pour la première fois de sa carrière. Le match était contre Hanwha Life Esports.
Lee obtient le premier pentakill de sa carrière lors du match contre DWG KIA.
Lee participe au Championnat du monde de League of Legends de 2021, au cours duquel lui et ses coéquipiers ont terminé le voyage en demi-finale.
Le 3 décembre 2021, Lee re-signe avec T1.

### 2022

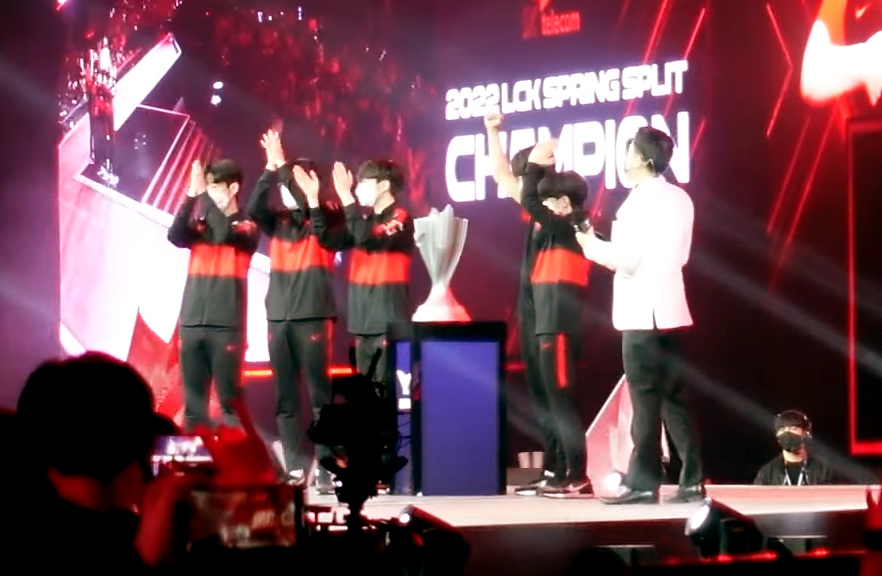
Gumayusi remporte son premier titre de LCK

Lee bats le record du joueur avec le plus de kills en une saison, établissant le record à 219 kills. Il est lui et son équipe la première équipe qui est restée invaincue pendant une saison raison régulière avec le score de 18 victoires pour aucune défaites, Devenant ainsi la première équipe à établir ce record en LCK.
Lee remporte son premier titre LCK avec ses coéquipiers lors de la finale du Spring Split 2022 de la LCK.

### 2023

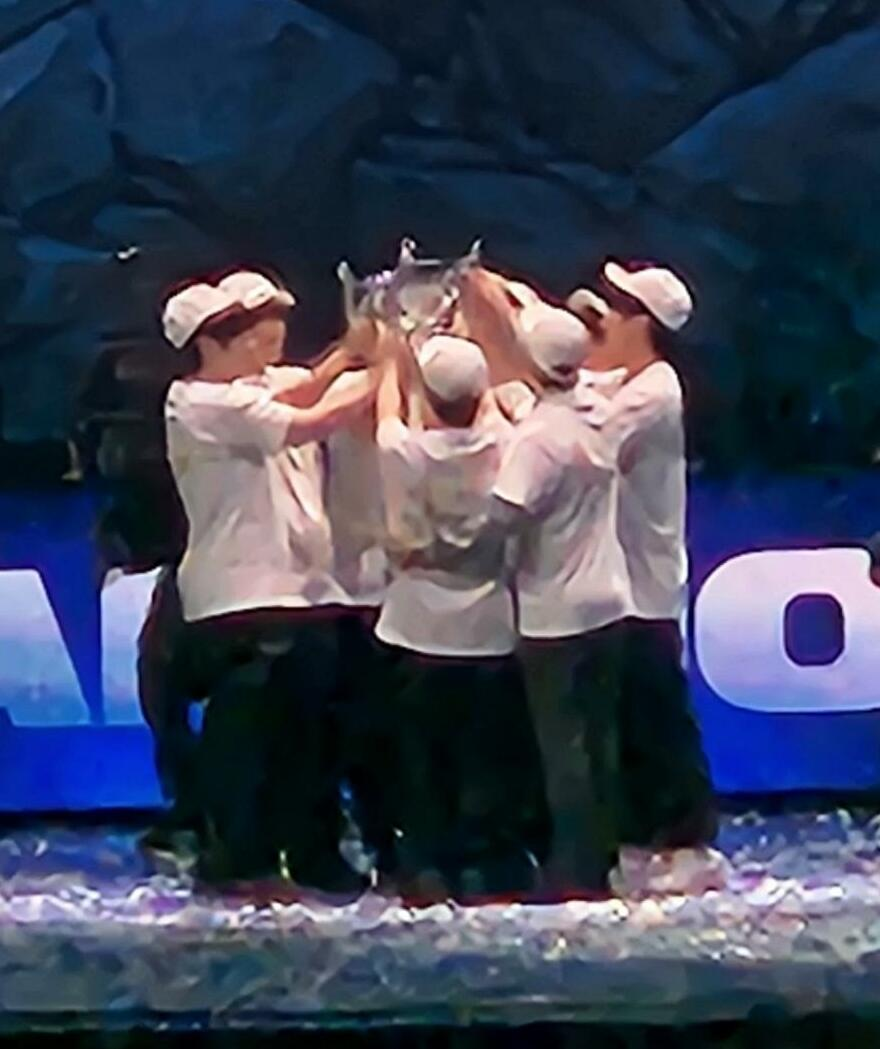
Gumayusi célèbre sa victoire au Championnat du monde 2023

Lee et T1 atteignent la finale du Spring split de la LCK, où ils perdent contre Gen.G. Ils ont terminé deuxièmes mais sont qualifiés pour le Mid-Season Invitational en tant que deuxième tête de série, où ils ont été battus 3-2 par JD Gaming et 3-1 par Bilibili Gaming pour quitter le tournoi en finale du loser-bracket. T1 termine deuxième de la finale du Summer split de la LCK lors d'un autre match revanche contre GenG. Mais ils se qualifient quand même au Championnat du monde 2023 avec le plus de points, marquant la troisième apparition de Lee aux Mondiaux. Après avoir terminé sur le score de 3-1 lors de la phase de système suisse, Lee et T1 sont entrés dans la phase à élimination directe, où ils ont d'abord battu la deuxième tête de série de la LPL , LNG Esports, 3-0 en quart de finale. Après avoir battu les favoris du tournoi JD Gaming 3-1 en demi-finale, Lee et T1 ont battu Weibo Gaming en finale 3-0, marquant le premier championnat du monde de Lee et le quatrième de T1.
Le 23 novembre 2023, Lee resigne avec T1.

### 2024
Aux Championnats du monde de 2024, Lee et T1 vont lors de la phase à élimination directe gagner 3-0 contre Top Esports en quarts de finale, puis 3-1 contre leur rivaux Gen.G puis vont rempoter la finale 3-2 contre l'équipe chinoise Bilibili Gaming. Lee remporte donc son deuxième titre de champion du monde consécutif et le 5ème pour T1.

## Aperçu de la carrière
| Équipe | Année | Ligue | Spring | Summer | Mid-Season Invitational | Championnats du Monde |
| ------ | ----- | ----- | ------ | ------ | ----------------------- | --------------------- |
| T1     | 2021  | LCK   | 4ème   | 2ème   | Ne s'est pas qualifié   | 3ème-4ème             |
| T1     | 2022  | LCK   | 1er    | 2ème   | 2ème                    | 2ème                  |
| T1     | 2023  | LCK   | 2ème   | 2ème   | 3ème                    | 1er                   |
| T1     | 2024  | LCK   | 2ème   | 3ème   | 3ème                    | 1er                   |

## Prix et distinctions

### Internationales
- Double champion du monde – 2023, 2024 [25]
- Champion du monde de l'Esports World Cup – 2024

### En LCK
- Champion de la LCK – Printemps 2022 [26]
- Deux fois meilleur "AD Carry" de l'année en LCK – 2023, 2024
- Deux sélectionné dans l'équipe des meilleurs joueurs de LCK – Printemps 2022, Printemps 2023 [27],[28]
- Une fois sélectionné dans la 3ème équipe des meilleurs jours de LCK – Printemps 2024 [29]
- Deux prix LCK Gold King – 2022, 2023 [30]

### En Corée du Sud
- Champion de la coupe du monde d'Esport de la fédération internationale d'Esport – 2018 [31]